# Oulema tristis
Oulema tristis is een keversoort uit de familie bladkevers (Chrysomelidae). De wetenschappelijke naam van de soort werd in 1786 gepubliceerd door Johann Friedrich Wilhelm Herbst.